# La riunione di Snoopy
La riunione di Snoopy (Snoopy's Reunion) è uno speciale televisivo d'animazione del 1991 diretto da Sam Jaimes. È il trentaquattresimo speciale basato sui Peanuts di Charles M. Schulz. 
Il film è stato trasmesso negli Stati Uniti su CBS il 1º maggio 1991. È il primo della serie (oltre al film cinematografico Snoopy cane contestatore) a non contenere il nome di Charlie Brown nel titolo. 

## Trama
Per rendere felice Snoopy, Charlie Brown organizza una riunione dei suoi fratelli all'Allevamento della Quercia dove sono nati.

## Distribuzione

### Edizione italiana
In Italia, il film è stato trasmesso da Junior TV come episodio della serie The Charlie Brown and Snoopy Show. Nel 2022 è stato ridoppiato per la distribuzione in streaming su Apple TV+ all'interno della serie I classici Peanuts.

### Doppiaggio
| Personaggio              | Doppiatore originale | Doppiatore italiano (anni 90) | Doppiatore italiano (2022) |
| ------------------------ | -------------------- | ----------------------------- | -------------------------- |
| Charlie Brown            | Phil Shafran         | Martino Consoli               | Arturo Sorino              |
| Snoopy e i suoi fratelli | Bill Melendez        | Bill Melendez                 | Bill Melendez              |
| Linus Van Pelt           | Josh Keaton          | Renata Bertolas               | Leonardo Cococcia          |
| Sally Brown              | Kaitlyn Walke        | Angiolina Gobbi               | Matilde Ferraro            |
| Lila                     | Megan Parlen         |                               |                            |
| Madre di Lila            | Laurel Page          |                               |                            |
| Autista                  | Steve Stoliar        |                               |                            |
| Fattore                  | Steve Stoliar        | Marco Morellini               | Roberto Fidecaro           |

### Edizioni home video
Il film è stato distribuito da Hobby & Work in VHS e DVD con il primo doppiaggio.